# Comune di Fredericia
Il comune di Fredericia  (in danese Fredericia Kommune) è un comune della Danimarca situato nella regione della Danimarca Meridionale (Syddanmark).
Capoluogo e sede amministrativa è la città omonima.

## Centri abitati
I centri abitati principali del comune sono:
- Fredericia (41 544)
- Taulov (3 498)
- Skærbæk (2 497)

## Amministrazione

### Gemellaggi
Il comune è gemellato con le seguenti località:
- Herford
- Ilulissat
- Kristiansund
- Härnösand
- Kokkola
- Šiauliai